# Protetorado italiano sobre a Albânia
O protetorado italiano sobre a Albânia foi criado pelo Reino da Itália durante a Primeira Guerra Mundial em um esforço para garantir uma Albânia  independente de jure sob o controle italiano. Existiu de 23 de junho de 1917 até o verão de 1920.

## História
O Reino da Itália ocupou o porto de Vlorë em dezembro de 1914, mas teve que se retirar após a invasão austro-húngara no final de 1915 . Em maio de 1916, o XVI Corpo italiano, com até 100.000 homens sob o comando do general Settimio Piacentini, retornaram e ocuparam a região do sul da Albânia até ao outono de 1916,  enquanto o exército francês ocupou Korçë e seus arredores em 29 de novembro de 1916. As forças  italianas (em Gjirokastër) e francesas (em Korçë), em conformidade principalmente com o desenvolvimento da Frente Balcânica, entraram na área da antiga República Autônoma do Epiro do Norte (controlada pela minoria grega) no outono de 1916, após a aprovação da Tríplice Entente.

Albânia após a fragmentação em 1916. A área verde na parte inferior indica o protetorado italiano a partir do verão de 1917. No outono de 1918, foi ampliado ao abranger quase toda a Albânia

O estabelecimento da República Autônoma Albanesa de Korçë foi feito em 10 de dezembro de 1916 pelas autoridades francesas com um protocolo, segundo o qual uma província autônoma seria estabelecida nos territórios de Korçë, Bilisht, Kolonja, Opar e Gora na Albânia oriental.

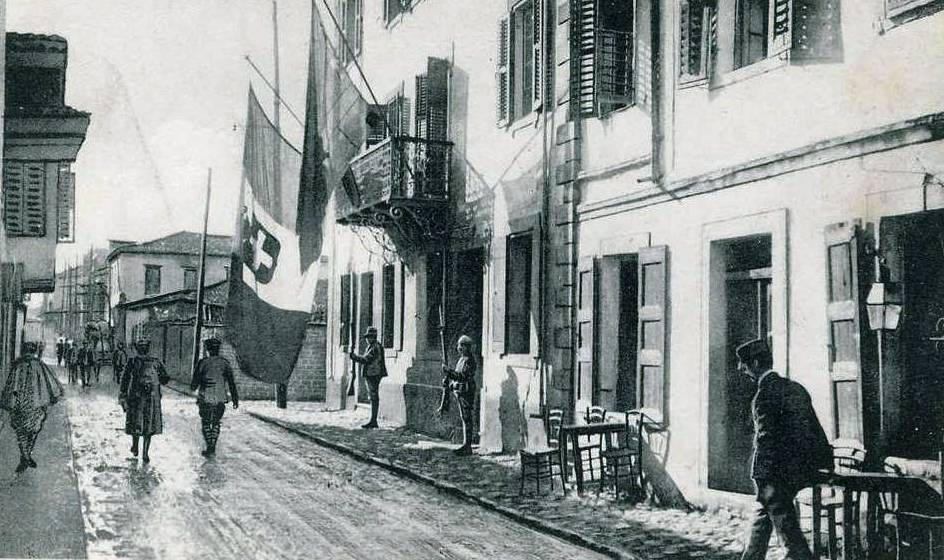
Soldados italianos em Vlorë, Albânia, durante a Primeira Guerra Mundial A bandeira tricolor da Itália tendo o escudo real de Savoia é mostrada pendurada ao lado de uma bandeira da Albânia da varanda da sede da prefeitura italiana.

Em 12 de dezembro de 1916, a Itália solicitou explicações ao Quai d'Orsay através do seu embaixador, pois o estabelecimento da República Autônoma Albanesa de Korçë violava o Tratado de Londres.  A Áustria-Hungria utilizou o precedente francês em Korçë para justificar a proclamação da independência da Albânia sob o seu protetorado em 3 de janeiro de 1917 em Shkodra.
O Reino da Itália faria o mesmo ao proclamar a independência  da Albânia sob o seu protetorado em 23 de junho de 1917 em Gjirokastra.  O general Ferrero proclamou nesse dia o protetorado italiano e nas próximas semanas ocuparai Ioannina no Epiro.  Nem a Grã-Bretanha e nem a França haviam sido consultadas de antemão, e não deram qualquer reconhecimento oficial ao protetorado italiano. 
Esta república albanesa sob a liderança de Turhan Përmeti, protegida por 100.000 soldados do exército italiano, adotou oficialmente uma bandeira vermelha com uma águia preta no meio, mas levantaria uma tempestade de protestos até mesmo no parlamento italiano. 

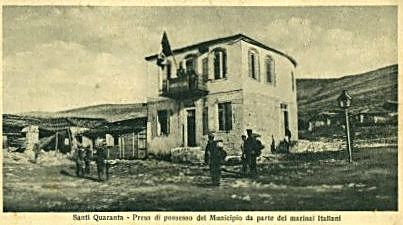
Cartão postal de 1917 de Sarandë ocupada pelos italianos.

No outono de 1918, os italianos expandiram seu protetorado (sem acrescentar nada oficialmente à Albânia) às áreas do norte da Grécia (ao redor de Kastoria) e da Macedônia ocidental (ao redor de Bitola), conquistadas dos búlgaros e otomanos. Em 25 de setembro, a 35ª Divisão Italiana atingiu e ocupou Krusevo profundamente dentro da Macedônia ocidental. 
Em outubro de 1918, o XVI Corpo d' Armata italiano (quase quatro divisões, com até dois batalhões de voluntários albaneses) conquistariam todo o centro-norte da Albânia dos austríacos: em 14 de outubro, Durrës; no dia seguinte, Tirane e em 31 de outubro, Scutari; finalmente, em 3 de novembro, igualmente Ulcinj e Bar no atual litoral de Montenegro. 
Em novembro de 1918, quando a Primeira Guerra Mundial terminou, quase toda a atual Albânia contemporânea estava sob o protetorado italiano, após a retirada da expedição francesa da área de Korçë (a França "oficialmente" pôs fim a República Autônoma Albanesa de Korçë em 10 de dezembro de 1918).
A partir de então, e por quase dois anos até ao verão de 1920, o protetorado italiano sobre a Albânia foi administrado pelo governo italiano: em um país em que faltava praticamente tudo depois de séculos de domínio otomano, foram construídos 546 km de novas estradas, 110 km de novas ferrovias, 3000 km de linhas telegráficas, 9 teleféricos, alguns hospitais e alguns modernos edifícios administrativos. 

## Após a Primeira Guerra Mundial
Uma delegação enviada por uma Assembleia Nacional Albanesa do pós-guerra se reuniu em Durrës em dezembro de 1918 defendendo os interesses da Albânia na Conferência de Paz de Paris, porém a conferência negou a representação oficial da Albânia. A Assembleia Nacional, ansiosa por manter a Albânia intacta, se manifestava disposta a aceitar a proteção italiana e até mesmo um príncipe italiano como um governante contanto que a Albânia não perdesse territórios.
Mas em janeiro de 1920, na Conferência de Paz de Paris, os negociadores da França, Grã-Bretanha, Itália e Grécia concordaram em dividir a Albânia entre a Iugoslávia, a Itália e a Grécia como um expediente diplomático com vista a encontrar uma solução de compromisso para o conflito territorial entre a Itália e a Iugoslávia. O acordo (com o território de Valona e as áreas do centro-sul da Albânia cedidos à Itália) foi feito à revelia dos albaneses e na ausência de um negociador dos Estados Unidos.
Este acordo criaria enorme ressentimento anti-italiano entre muitos albaneses e em maio de 1920, os italianos (mesmo por causa da desmobilização das suas tropas após o termino da Primeira Guerra Mundial) retiraram-se para algumas cidades importantes (Durazzo, Escútari, Tirana, Vlora, Tepelena e Clisura) e suas áreas circundantes: sucessivamente sendo forçados a combater na Guerra de Vlora. Os movimentos revolucionários  na Itália tornaram a presença dos últimos 20.000 soldados do Exército Italiano na Albânia basicamente impossível.
Em 2 de agosto de 1920 o protocolo albanês-italiano foi assinado, no qual a Itália se retirou da Albânia (mantendo somente a ilha de Saseno). Isso colocou um fim às reivindicações italianas por Vlora e para um mandato sobre a Albânia, salvando o território do Estado albanês de uma maior partição. 
O desejo de compensar esta retirada seria um dos principais motivos de Benito Mussolini em invadir a Albânia em 1939. 